# Eiskunstlauf-Europameisterschaft 1905
Die 11. Eiskunstlauf-Europameisterschaft fand am 22. Januar 1905 in Bonn statt.

## Ergebnis

### Herren
| Platz | Sportler        | Land                   |
| ----- | --------------- | ---------------------- |
| 1     | Max Bohatsch    | Österreich             |
| 2     | Heinrich Burger | Deutsches Reich        |
| 3     | Karl Zenger     | Deutsches Reich        |
| 4     | Kurt Dannenberg | Deutsches Reich        |
| 5     | Martin Gordan   | Deutsches Reich        |
| 6     | Douglas Adams   | Vereinigtes Königreich |

Punktrichter:
- Ludwig Fänner  Österreich
- Fritz Hellmund  Deutsches Reich
- Gilbert Fuchs  Deutsches Reich
- J. Schuhmacher  Deutsches Reich
- Otto Schöning  Deutsches Reich

## Quelle
- European figure skating championships 1900–1909. Skatabase, archiviert vom Original am 11. Oktober 2008; abgerufen am 18. Mai 2018 (englisch).